# 绥滨农场
绥滨农场是位于中华人民共和国黑龙江省鹤岗市绥滨县的一个国有农场，隶属于黑龙江省农垦宝泉岭管理局。所在区域列为绥滨县的一个类似乡级单位。
绥滨农场始建于1948年2月，原为黑龙江生产建设兵团二师九团，北临黑龙江与俄罗斯隔江相望，南依松花江与富锦市带水相连，西同江滨农场、军川农场接壤，东与二九〇农场相接。农场占地面积80.9万亩，总人口2万人。

## 行政区划
绥滨农场下辖以下单位：
绥滨场直社区、绥滨农场第一管理区、绥滨农场第二管理区、绥滨农场第三管理区和绥滨农场第四管理区。